# Alonso Solís
Alonso Jorge Solís Calderón (né le 14 octobre 1978 à San José au Costa Rica) est un footballeur international costaricien, qui évoluait au poste de milieu de terrain.

## Biographie

### Carrière en sélection
Avec l'équipe du Costa Rica, il joue 48 matchs (pour 8 buts inscrits) entre 1999 et 2008. Il figure notamment dans le groupe des sélectionnés lors de la Gold Cup de 2007.
Il participe également à la Copa América de 2004.